# クルック郡 (ワイオミング州)
座標: 北緯44度59分 西経104度56分 / 北緯44.983度 西経104.933度
クルック郡（Crook County）は、アメリカ合衆国ワイオミング州にある郡。2005年の推定人口は6,182人で、郡庁所在地はサンダンス（Sundance）である。

## 歴史
クルック郡は1875年に組織された。
郡名はアメリカ陸軍准将のジョージ・クルックに因んだもので、彼はインディアン戦争の指揮官だった。

## 地理
アメリカ合衆国国勢調査局によると、この郡は総面積7,435 km2 （2,871 mi2）である。このうち7,404 km2 （2,859 mi2）が陸地で、31 km2 （12 mi2）が水地域である。総面積の0.42%が水地域となっている。

### 隣接する郡
- カーター郡 (モンタナ州)（北）
- ビュート郡 (サウスダコタ州)（東）
- ローレンス郡 (サウスダコタ州)（東）
- ウェストン郡（南）
- キャンベル郡（西）
- パウダーリバー郡 (モンタナ州)（北西）

### 国立保護区
- ブラックヒルズ国有林（部分管轄）
- デビルズ・タワー・ナショナル・モニュメント
- サンダー盆地国立草原（部分管轄）

## 人口動静

クルック郡の人口ピラミッド

2000年国勢調査で、この郡は5,887人、2,308世帯、及び1,645家族が暮らしている。人口密度は1/km2 （3/mi2）で、0/km2 （1/mi2）の平均的な密度に2,935軒の住居が建っている。この郡の人種的構成は白人97.86%、アフリカン・アメリカン0.05%、先住民1.02%、アジア系0.07%、その他の人種0.25%、及び混血0.75%で、人口の0.92%がヒスパニックまたはラテン系である。人口のうち34.1%がドイツ系、14.6%がイングランド系、7.8%がアイルランド系、6.8%がアメリカ系移民の子孫である。
2,308世帯のうち、32.30%は18歳未満の子供と暮らしており、62.30%は夫婦で生活している。5.40%は未婚の女性が世帯主であり、28.70%は家族以外の住人と同居している。24.90%は独身の居住者が住んでおり、10.30%は65歳以上で独居である。1世帯あたりの平均人数は2.51人であり、家庭の場合は3.01人である。
郡内の住民は26.90%が18歳未満の未成年、18歳以上24歳以下が6.60%、25歳以上44歳以下が24.60%、45歳以上64歳以下が27.20%、及び65歳以上が14.70%にわたっている。中央値年齢は40歳である。女性100人ごとに対して男性は102.40人いて、18歳以上の女性100人ごとに対して男性は101.80人いる。
この郡の世帯ごとの平均的な収入は35,601米ドルであり、家族ごとでは43,105米ドルである。男性の34,483米ドルに対して女性は18,967米ドルの平均的な収入がある。この郡の一人当たりの収入（per capita income）は17,379米ドルである。人口の9.10%及び家族の7.8%は貧困線以下である。18歳未満の9.90%及び65歳以上の11.80%は貧困線以下の生活を送っている。

## 都市と町

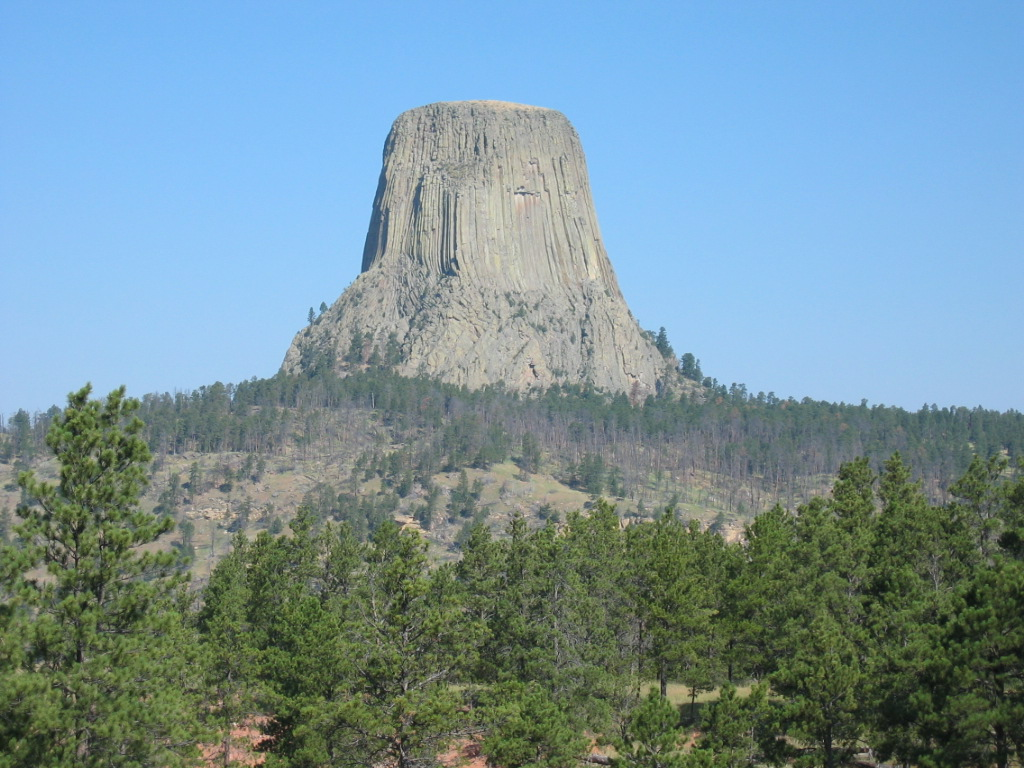
デビルズ・タワー（2003年）

町
- サンダンス（郡庁所在地）
- ヒューレット（en:Hulett, Wyoming）
- ムーアクロフト（en:Moorcroft, Wyoming）
- パイン・ヘイブン（en:Pine Haven, Wyoming）

その他
- アラジン（en:Aladdin, Wyoming）
- アルヴァ（en:Alva, Wyoming）
- ベウラー（en:Beulah, Wyoming）